# Oekopa
Oekopa is een bestuurslaag in het regentschap Timor Tengah Utara van de provincie Oost-Nusa Tenggara, Indonesië. Oekopa telt 1549 inwoners (volkstelling 2010).